# Drycothaea turrialbae
Drycothaea turrialbae es una especie de escarabajo longicornio del género Drycothaea, familia Cerambycidae. Fue descrita científicamente por Breuning en 1943.
Habita en Costa Rica. Los machos y las hembras miden aproximadamente 9 mm.